# Villasenjärvi
Villasenjärvi är en sjö i kommunen Kides i landskapet Norra Karelen i Finland. Sjön ligger 82,3 meter över havet. Den är 7 meter djup. Arean är 1,72 kvadratkilometer och strandlinjen är 10,67 kilometer lång. Sjön  ingår i Vuoksens huvudavrinningsområde.   Den ligger omkring 60 kilometer söder om Joensuu och omkring 320 kilometer nordöst om Helsingfors. 
I sjön finns ön Kuusisaari. 